# Stanwell
Stanwell – wieś w Anglii, w hrabstwie Surrey, w dystrykcie Spelthorne. Leży 26 km na zachód od centrum Londynu. Miejscowość liczy 12 067 mieszkańców.